# 카리지파
카리지파(아랍어: خارجي khārijī[*], 영어: Kharijites) 또는 복수형 카와리즈파(아랍어: الخوارج al-Khawārij[*])는 제1차 피트나(656~661) 기간에 등장한 이슬람 종파이다. 최초의 카리지파는 657년 시핀 전투에서 그의 도전자 무아위야 1세와의 갈등을 해결하기 위해 중재 회담을 수락하는 데 반항한 알리의 지지자들이었다. 이들은 "판단은 오직 하나님께만 속한다"고 주장했으며 이것이 그들의 모토가 되었다. 그리고 무아위야와 같은 반군은 꾸란 명령에 따라 싸워서 극복해야 했다. 알리는 658년 나흐라완 전투에서 카와리지파를 격파했지만 이들의 반란은 계속되었다. 알리는 661년 나흐라완에서의 패배에 대한 복수를 꾀하던 카리지 반대파에 의해 암살되었다.